# Euclea divinorum
Espèce
Classification phylogénétique
Euclea divinorum est une espèce de plante à fleurs de la famille des Ebenaceae et du genre Euclea.